# Lamphun (província)
Lamphun é uma província da Tailândia. Sua capital é a cidade de Lamphun.

## Distritos
A província está subdividida em 7 distritos (amphoes) e 1 subdistrito (king amphoe ). Os distritos e o subdistrito estão por sua vez divididos em 51 comunas (tambons) e estas em 520 povoados (moobans).

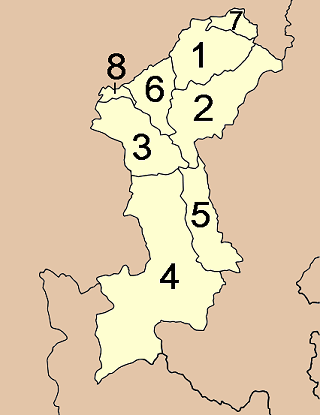
Distritos da província

(muban).
| Amphoe                                  |                                          | King Amphoe        |
| --------------------------------------- | ---------------------------------------- | ------------------ |
| 1. Lamphun 2. Mae Tha 3. Ban Hong 4. Li | 1. Thung Hua Chang 2. Pa Sang 3. Ban Thi | 1. Wiang Nong Long |